# Försvarets radioanstalt
Försvarets radioanstalt (FRA) är en svensk underrättelsemyndighet under Försvarsdepartementet. FRA arbetar med signalspaning och informationssäkerhet. Myndigheten samlar in och analyserar signaler i elektronisk kommunikation och ger stöd till andra myndigheter och statligt ägda bolag i frågor som rör informationssäkerhet.

## Verksamhet
FRA:s signalspaning är indelad i två huvudområden:
- Kommunikationsspaning (KOS, engelska COMINT) – avser telefoni- och datakommunikation inom civila och militära domäner. Arbetet omfattar inhämtning, bearbetning, analys och rapportering.
- Teknisk signalspaning (TES, engelska ELINT) – inriktad på teknisk information som radar- och radiosignaler.[1]

## Organisation

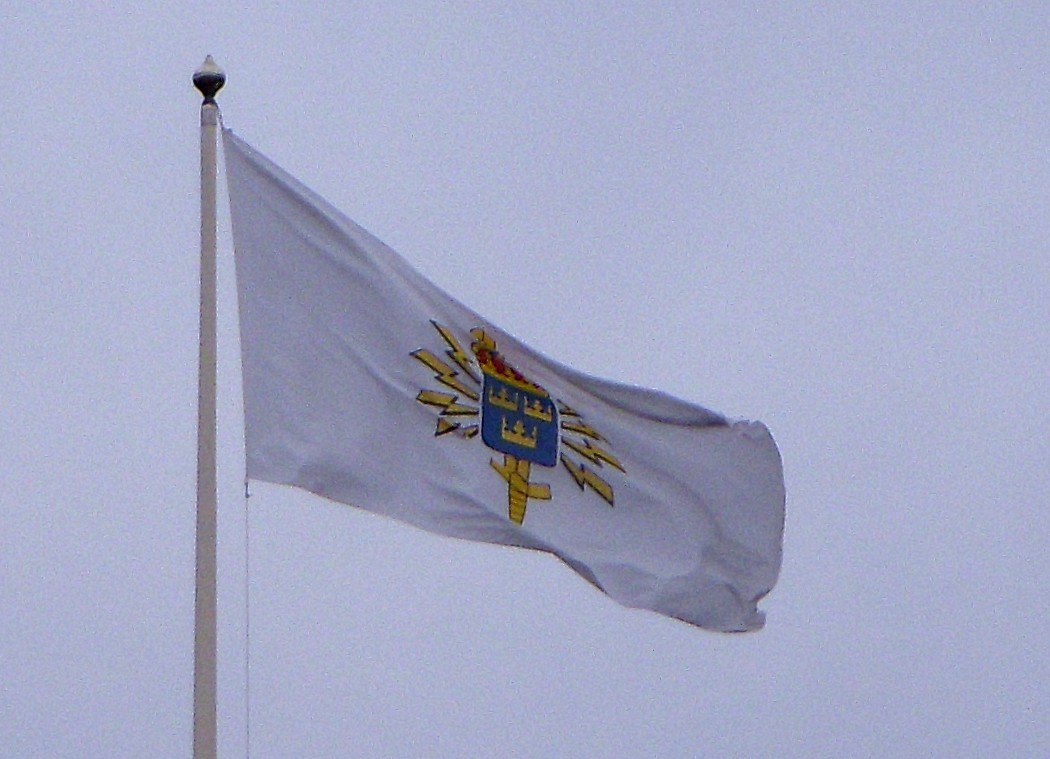
FRA:s flagga.

FRA är ett enrådighetsverk utan styrelse. Myndigheten leds av en generaldirektör med en överdirektör som ställföreträdare. Huvudkontoret ligger på Lovön väster om Stockholm. År 2009 hade myndigheten knappt 700 anställda; 2017 uppgav FRA cirka 800 anställda.
Den operativa verksamheten är organiserad i fyra avdelningar:
- Signalunderrättelser
- Cyberverksamhet
- Verksamhetsstöd
- Teknisk utveckling

En ledningsstab och flera specialistfunktioner rapporterar direkt till generaldirektören.
FRA får inte initiera signalspaning på egen hand, utöver verksamhet för att utveckla egna metoder. Signalspaning får endast ske på uppdrag av Regeringen, Regeringskansliet, Försvarsmakten, Polisens nationella operativa avdelning och Säkerhetspolisen (Säpo) efter beslut av Försvarsunderrättelsedomstolen.

### Generaldirektörer
Följande personer har varit generaldirektör för FRA:
- Torgil Thorén, 1942–1957
- Gustaf Tham, 1957–1963
- Karl Gustav Linden, 1963–1972
- Lars Ljunggren, 1972–1985
- Pär Kettis, 1985–1989
- Bengt Wallroth, 1989–1994
- Per Kjellnäs, 1994–2003
- Ingvar Åkesson, 2003–2013
- Dag Hartelius, 2013–2019
- Björn Lyrvall, sedan 2020[7]

### Överdirektörer
Följande personer har varit överdirektör vid FRA:
- Johan Tunberger, 2000–2003
- Anders Wik, 2003–2008
- Christina Malm, 2008–2015
- Charlotta Gustafsson, sedan 2017[8]

## Utrustning
Signalspaning bedrivs från markstationer på strategiska platser, från fartyget HMS Orion (A201) (under utfasning) och HMS Artemis (A202), samt med flygplan av typ Gulfstream IV (S 102B).
I juni 2007 köpte FRA en superdator från Hewlett Packard som i november samma år var världens femte mest kraftfulla. Enligt stabschefen på FRA skulle den användas för "kryptologi och informationssäkerhet", inte för "signalspaning och avlyssning av telekommunikationer". I november 2011 hade superdatorn sjunkit till plats 126.[uppföljning saknas]

## Tillstånd och tillsyn
FRA:s signalspaning är reglerad i lag och kontrolleras av flera myndigheter genom tillstånds- och tillsynsprocesser.

### Myndigheter med ansvar
De huvudsakliga myndigheterna är:  
- Försvarsunderrättelsedomstolen: prövar varje ansökan om signalspaning, fastställer inriktningen, anger vilka sökbegrepp eller kategorier som får användas och beslutar vilka signalbärare, till exempel fiberkablar, som FRA får använda.[12]
- Statens inspektion för försvarsunderrättelseverksamheten (SIUN): övervakar att domstolens beslut följs, förmedlar åtkomst till infrastruktur som omfattas av tillståndet och granskar användning av sökbegrepp, hantering av irrelevant information och rapportering.[13][12]
- Integritetsskyddsmyndigheten (tidigare Datainspektionen): utövar tillsyn över FRA:s hantering av personuppgifter och granskar att behandlingen sker enligt lag och att enskildas integritet skyddas.[12]

### FRA-lagen
Efter utredningarna SOU 2003:30 och Ds 2005:30 antog Sveriges riksdag den 18 juni 2008 proposition 2006/07:63. Lagen, som trädde i kraft den 1 januari 2009, ger FRA rätt att signalspana i gränsöverskridande kabeltrafik.  
Flera ändringar för att stärka integritetsskyddet infördes samma år, bland annat den 25 september 2008.

### Reaktioner och opinionsmätningar
Inför och efter lagens antagande rapporterades omfattande kritik i medier, från politiker, experter och delar av allmänheten. Kritiken gällde bland annat den utökade avlyssningen och risken för intrång i den personliga integriteten. Protester hölls i flera svenska städer och debatten var livlig i traditionella och sociala medier.
En undersökning från Lunds universitet i januari 2014 visade att acceptansen för denna typ av övervakning var begränsad. 55 procent av 1 100 tillfrågade ansåg det oacceptabelt att FRA samlar in och bearbetar data om internetvanor.

## Historia
Sverige började bedriva signalspaning 1905, då Generalstaben och Marinstaben inrättade avdelningar för spaning och kryptoanalys. Under första världskriget dekrypterade dessa delar av Östersjöflottans krypterade meddelanden.

### 1930-talet
Efter kriget minskade verksamheten, men marinen fortsatte i begränsad skala. År 1933 dekrypterade den chiffer från den sovjetiska säkerhetstjänsten OGPU, föregångare till KGB.  
År 1937 bildades Försvarsstaben, vars kryptoavdelning tog över arbetet med att forcera utländska koder.

### Andra världskriget
När Tyskland ockuperade Norge och Danmark 1940 begärde landet att få använda det svenska telenätet. Svenska myndigheter beviljade tillstånd, och trafiken – ofta krypterad med Geheimfernschreiber – började avlyssnas.  
I juni 1940 dekrypterade professorn Arne Beurling chiffret på två veckor. Under kriget avlyssnades och dekrypterades omkring 296 000 tyska meddelanden.

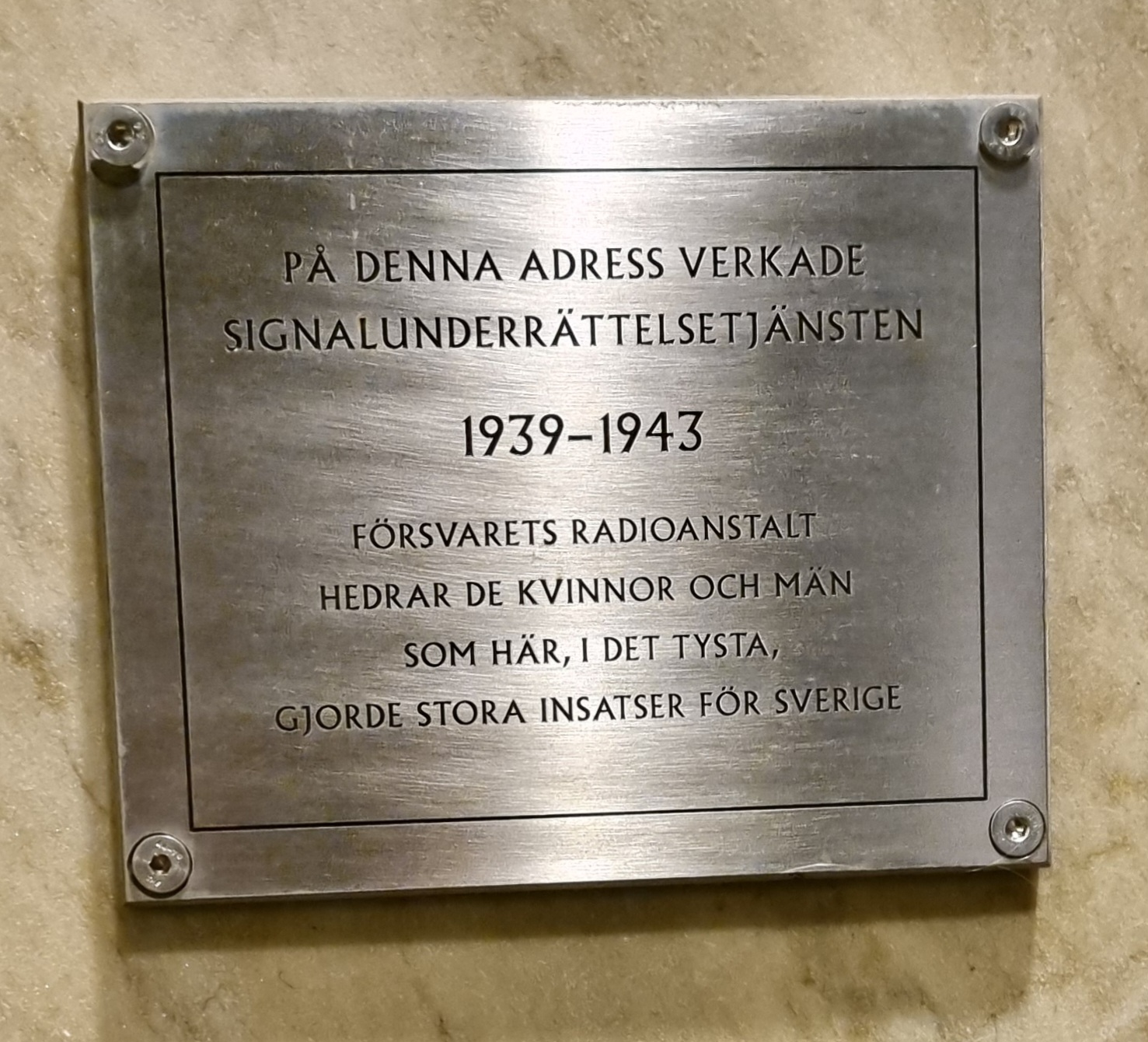
Minnesskylt vid Karlaplan 4, Stockholm

Den 30 juni 1942 beslutade regeringen att inrätta Försvarsväsendets radioanstalt som egen myndighet.  
Den första signalspaningsstationen låg vid Karlaplan men flyttades till Lidingö senare samma år. År 1943 flyttade myndigheten till nytt högkvarter på Lovön utanför Stockholm.

### Operation Stella Polaris (1944)
I september 1944, vid risk för sovjetisk ockupation av Finland, överfördes cirka 800 personer och avancerad signalspaningsutrustning från Finland till Sverige. Överföringen, kallad Operation Stella Polaris, genomfördes i hemlighet och bidrog till FRA:s fortsatta utveckling.  
Flera av de finska signalspanarna anställdes.

### Etablering och namnbyte
År 1960 fick myndigheten namnet Försvarets radioanstalt. Högkvarterets exakta plats hölls länge hemlig.

### Kryptoteknik och datorutveckling
Redan 1942 började FRA använda hålkortsmaskiner för kryptologiskt arbete.  
Myndigheten bidrog tidigt till svensk datorutveckling. Genom Ingenjörsvetenskapsakademien skickades Stig Ekelöf till USA. År 1948 försökte aktuarie Gunnar Berggren och Sigurd Lagerman från Marinförvaltningen köpa en dator från USA. När detta misslyckades bidrog FRA till att Matematikmaskinnämnden bildades och att datorerna BARK och BESK utvecklades.  
Båda datorerna användes för kryptologiska analyser. FRA-matematikern Stig Comét deltog i BESK-projektet och blev tillförordnad arbetschef på Matematikmaskinnämnden.  
År 1962 tog FRA i bruk sin första egna elektroniska dator, en Facit EDB. Senare införskaffades även datorer från bland andra IBM, Datasaab och Control Data Corporation.

### Catalinaaffären (1952)
Den 13 juni 1952 försvann ett svenskt signalspaningsplan av typen Tp 79 Hugin öster om Gotland. Ombord fanns fem specialister från FRA och amerikansk signalspaningsutrustning. Regeringen uppgav initialt att planet deltagit i en navigationsövning.  
Den 16 juni sköts ett räddningsflygplan av typen Tp 47 (Catalina) ned av sovjetiska MiG-15 under sökandet. Besättningen överlevde.  
Sovjetunionen förnekade inblandning, men en livflotte med splitter från MiG-ammunition påträffades. År 1956 erkände Nikita Chrusjtjov nedskjutningen i samtal med statsminister Tage Erlander, men uppgiften offentliggjordes först senare. Formellt erkännande från Ryssland kom 1991.  
År 2003 återfanns vraket av DC-3:an öster om Fårö. Undersökningar visade att planet hade beskjutits, och kvarlevor från besättningen återfanns.

## Internationella samarbeten
FRA får samarbeta internationellt på försvarsunderrättelseområdet om regeringen godkänner det.  
Sådant samarbete kan ge Sverige tillgång till information som rör svenska intressen. Under debatten om FRA-lagen 2008 framhöll utrikesminister Carl Bildt och dåvarande generaldirektören Ingvar Åkesson denna möjlighet.
Uppgifter från visselblåsaren Edward Snowden visar att FRA samarbetat med bland andra amerikanska NSA och brittiska GCHQ.  
Efter dessa avslöjanden startade Europaparlamentets utskott för medborgerliga fri- och rättigheter samt rättsliga och inrikes frågor en utredning om övervakning av EU-medborgare. Vid en utfrågning uppgav journalisten Duncan Campbell att FRA är en av USA:s och Storbritanniens samarbetspartners.  
Utskottet kallade FRA:s generaldirektör Dag Hartelius till förhör. Myndigheten avstod från att delta, något som kritiserades av EU-parlamentarikern Cecilia Wikström.

### Samarbete med NSA
Snowden-dokumenten anger att FRA och NSA haft samarbete sedan 1950-talet, bland annat inom underrättelser om Ryssland.  
Från 2011 har NSA haft tillgång till viss information som FRA samlar in via telefon- och internetkablar i Sverige. Dokumenten framhåller att FRA fått erkännande för underrättelser om ryska ledare, internpolitik och energisektorn.
Enligt Uppdrag granskning har samarbetet även omfattat dataintrång. Programmet rapporterade att dessa metoder uppgavs möjliggöra registrering av tangenttryckningar och lösenord, och att FRA deltog i omkring hundra sådana operationer (december 2013).
Samma källor uppger att FRA har tillgång till NSA:s verktyg XKeyscore. Systemet används för att söka i stora datamängder som sökhistorik och e-post.  
Journalisten Glenn Greenwald har sagt att det kan användas för att analysera både svenskars och utländska medborgares internetanvändning. Han uppgav att övervakningen inte enbart gäller misstänkta terrorister utan även personer som inte är misstänkta för brott.

## Kontroverser
FRA har vid flera tillfällen varit föremål för kritik och granskning. Nedan följer exempel på uppmärksammade händelser och tillsyner från 2007 till 2014.

### Samtal om telefonavlyssning (2007–2008)
Vid en demonstration 2008 spelades ett inspelat samtal upp mellan Rickard Falkvinge och FRA:s dåvarande överdirektör Anders Wik. I samtalet, som ägde rum 2007, uppgav Wik att FRA avlyssnade mobiltelefonsamtal och att sådan spaning inte omfattades av svensk lag.  
Uppgifterna ledde till att riksdagsledamoten Max Andersson (MP) begärde en utredning.  
Försvarsminister Sten Tolgfors svarade att spaningen bedrevs på regeringens uppdrag och att lagstöd ansågs finnas.

### Lagring av kommunikationsdata (2008)
Enligt SVT lagrade FRA under lång tid uppgifter om tele- och datakommunikation.  
FRA:s ledning uppgav att endast trafikdata lagrades och inte innehållet i kommunikationen, samt att insamlingen blivit mer selektiv efter ny lagstiftning. Efter en anmälan valde Datainspektionen att inte inleda någon utredning.

### Registrering av svenskar (1990-tal, tillsyn 2008)
År 2008 mottog Datainspektionen ett anonymt klagomål om FRA:s hantering av personuppgifter. Enligt medieuppgifter rörde det uppgifter om svenskar med kontakt med Ryssland under 1990-talet.  
Vid tillsyn fann myndigheten inget att anmärka på enligt då gällande lag, men rekommenderade förbättrade rutiner för gallring.

### Brister i personuppgiftshantering (2009–2014)
Mellan 2009 och 2014 riktade Statens inspektion för försvarsunderrättelseverksamheten (SIUN) vid flera tillfällen kritik mot FRA:s hantering av personuppgifter. Kritiken gällde bland annat användning av otillåtna sökbegrepp och brister i gallringen av databaser.

### Publikationer
- Jönsson, Martin (2005). ”FRA och NSA”. Rapport till Journalistfonden.